# Папаризу, Елена
Еле́на Папари́зу (греч. Έλενα Παπαρίζου, швед. Helena Paparizou; род. 31 января 1982, Бурос, лен Эльвсборг, Швеция) — греческая певица. В 2001 в составе группы Antique представляла на конкурсе песни Евровидение-2001 Грецию, заняв 3-е место. В 2005 в Киеве выступала сольно и, улучшив свой результат, заняла 1-е место.

## Биография

### Детство
Елена родилась 31 января 1982 года в Буросе, Швеция в семье иммигрантов Йоргиса Папаризоса и Ефросини Папаризу. Отец Елены родился в греческом городе Волос, а мать родом из Кардицы. У неё также есть старшие брат Динос и сестра Рита. С детства у неё были проблемы с дыханием, от которых она страдает и сейчас. В 7 лет начала играть на фортепиано, а в 13 поняла, что хочет быть певицей. В 14 лет она уже была членом группы «Soul Funkomatic», в которой помимо неё входили ещё три ребёнка. Когда ей было 16, группа распалась и Елена решила уехать из родительского дома. Но мать сказала, что она слишком юна, чтобы покидать дом. В 1998 году, когда 13 её друзей погибли на вечеринке в Гётеборге сгорев, она вновь попросила мать о переезде. И вновь получила отказ. Потеряв всех своих друзей, она решила прекратить петь.
В 1999 году один из диджеев попросил её записать демоверсию песни «Opa-Opa». Так как слова в песне были написаны для мужчины, она записала эту песню вместе с другом детства Никосом Панайотидисом.

### Antique: 1999—2003
После очень успешного выпуска дебютного сингла «Opa-Opa» (получившего впоследствии статус «золотого») семнадцатилетняя Елена вместе с Никосом объединяются в группу Antique. Они заключают контракт со шведской звукозаписывающей компанией Bonnier. Группа обретает популярность в Греции и на Кипре, исполняя песни в жанре современной лаики. В 2001 году группа становится представителями Греции на Евровидении. Группа с песней «(I would) Die for you» занимает 3 место, что до победы Елены в 2005 являлось самым высокой позицией для Греции на этом конкурсе. Только Сакис Рувас в 2004 году смог повторить успех Antique. Сингл с конкурсной песней стал платиновый. Также был проведен промотур по многим странам.
Получив успех в составе группы, Елена решает покинуть группу и начать сольную карьеру.

## Сольная карьера

### 2003—2004: Protereotits
Елена заключает контракт с компанией Sony Music Greece. Спустя некоторое время выходит её первый сольный сингл Anapantites Klisis в декабре 2003 (позже был перезаписан в английской версии I Don’t Want You Here Anymore). Эта песня была написано специально для Елены греческим певцом Кристосом Дантисом. Сингл позже получил статус золотого.
Зимой 2003—2004 выступала в ночных клубах с Антониосом Ремосом. Весной 2004 года выпустила дебютный альбом 'Protereotita' много песен с которого стали хитами, а сам альбом получил статус платинового. В 2004—2005 выступала в ночных клубах с Сакисом Рувасом.

### 2005: Евровидение.Второй шанс
В 2005 она была вновь приглашена представлять Грецию на Евровидении. На этот раз сольно. На национальном отборе она представила 3 песни: My Number One, Let’s Get Wild и OK, My Number One победила в результате телеголосования. Также была песня The Light in Our Soul, но она была дисквалифицирована, так как уже исполнялась ранее.
Она перезаписала свой дебютный альбом Protereotita, новое издание которого включало песни с национального отбора и балладную версию (Ehis Kero na Mou Feris) Louloudia 16-трековый альбом был выпущен во многих странах под названием My Number One.
21 мая 2005 года Елена заняла первое место на конкурсе песни Евровидение 2005, набрав 230 баллов.
Осенью того же года она выпустила сингл Mambo!. Он 10 недель был номером 1 в греческом чарте и стал платиновым. В апреле 2006 года он был также выпущен в Швеции и был распродан более чем 25 000 копиями. Она также переиздала свой дебютный альбом в третий раз. На третьем диске были английская и греческая версия Mambo! и три новых песни на греческом языке.

### 2006: Iparhi Logos и The Game of Love
12 апреля 2006 года Елена выпустила второй альбом на греческом языке под названием 'Iparhi Logos', который позже стал платиновым. Он включал 11 треков и песню Mambo!. Три трека были выпущены как синглы.
20 мая она выступила на сцене Евровидения исполнив My Number One на открытии и Mambo! в интервал-акте и вручила награду группе Lordi. Немного позже сингл Mambo! был выпущен и в Швеции, где вошёл в 5 чарта. Он также был выпущен в Швейцарии, Польше, Турции, Австрии и Испании.
Также Mambo! был выпущен в других странах, включая Китай, Японию, Канаду, Бельгию, США. 10 августа сингл My Number One, включавший 10 ремиксов был выпущен в США.
Дебютный альбом на английском 'The Game of Love' выпущен также и в Южной Африке. 6 песен на нём были переведены с греческого, а 6 были написаны специально для нового альбома. Песня с нового альбома под называнием To All The Heroes была избрана гимном XIX чемпионата Европы по лёгкой атлетике.

### 2007: Iparhi Logos: Platinum Edition
В начале 2007 года Елена стала «лицом» компании Nokia в Греции.
21 января 2007 года, в Каннах, Елена получила награду как одна из артистов, получивших успех сразу же после выпуска первого альбома. Весной она выпустила саундтрек Mazi Sou, который стал большим хитом в Греции. В мае она перезаписала Iparhi Logos как Iparhi Logos: Platinum Edition. Он включал новый CD-сингл Fos и хит Mazi Sou. Второй сингл с этого альбома Min Fevgeis был выпущен 23 апреля. Елена также выпустила Fos отдельным CD-синглом. CD-сингл Fos занял 2 место в чарте и за 12 недель стал золотым.
Елена номинирована на 5 наград Mad Video Music Awards. Включая Лучшее поп видео (Gigolo), Лучшее женское видео (Gigolo), Видео года (Gigolo), Артист года и Лучшие декорации в видео (An Eihes Erthi Pio Noris). Она выиграла Лучшее женское видео и Лучшие декорации в видео.
Также она номинировалась на 4 награды Cyprus Music Awards, включая Лучшая певица, Альбом года, Греческие продажи альбомов and Международные продажи альбомов.
Также Елена записала кавер-версию шведской песни, выпущенной в 1996 году под названием 3 is a magic number.
Осенью Елена записала песню To Fili Tis Zois, ставшую саундтреком к фильму одноимённым названием. Он несколько недель держался на первом месте греческого чата iTunes. Также эта песня заняла первое место в Nielsen Greece Top 20 Chart. Она также спела дуэтом с Николисом Агиалисом для его альбома Nikos Aliagas & Friends : Rendez-Vous.
В рамках рекламной акции Nokia она также записала песню под названием Ola Ine Mousiki.

### 2008: Vrisko To Logo Na Zo
12 июня вышел её новый альбом Vrisko To Logo Na Zo, также в поддержку альбома Елена начала промотур по крупным греческим городам. Первый сингл Porta Gia Ton Ourano выпущен 8 апреля 2008 года Второй, I Kardia Sou Petra, начал звучать на радио с 2 июня 2008 года. 22 декабря вышел третий сингл Pirotehnimata.
В пяти номинациях Mad Video Music Awards номинирована Елена. Песня To Fili Tis Zois в трех категориях: Лучшее поп-видео, Лучшая артистическая игра, и Лучшее видео от женской исполнительницы. Песня Mazi sou и Zilia Monaksia Feat. Nikos Aliagas" в категориях «Лучшая артистическая игра» и «Лучший дуэт» respectively.
Оны выиграла «Лучшее видео» и «Певица года».
Альбом стал золотым в Греции через неделю после релиза.
25 Декабря на Рождество скончался Георгис Папаризос, отец Елены.

### 2010: Giro apo t' oniro
Почти через год после выхода сингла Tha 'mai allios, вышел пятый студийный альбом Папаризу Giro apo t' oniro (греч. Γύρω από τ' όνειρο — «Вокруг мечты»). Второй сингл альбома (An Isouna Agapi) вышел 25 февраля, премьера песни состоялась на радио Dromos FM днём раньше. 28 февраля 2010 года состоялось предварительное прослушивание альбома, на которое могли попасти победители СМС-конкурса. Через месяц, 28 марта, вместе с газетой Real News, вышло обычное издание альбома, а 29 марта Deluxe Edition альбома появилось на прилавках магазинов. Оно отличается от обычного тем, что в него входят скрытый трек Dancing without music и DVD, который включает в себя видео с предпрослушивания альбома и нарезку кадров с фотосессии для обложки альбома. 20 мая вышел третий сингл — зажигательная песня Psahno tin alithia («Ищу правду»). Эта песня была использована для рекламы напитка IVI Frutea. В клипе снялись фаны Елены, прошедшие отбор.
На Mad Video Awards (премия канала MAD TV) видео Tha mai allios было признано клипом года, An Isouna Agapi — самым сексуальным видео года. В целом, Елена была номинирована в пяти номинациях, но выиграла только это две. На церемонии награждения она выступила с двумя песнями — Dancing without music и Together Forever (feat. Playmen &)
Летом 2010 года Елена отправилась в тур по Греции вместе с группой Onirama. Тур стартовал 30 июня в Афинах в Theatro Petras. На концерт пришло более 5-ти тысяч человек, в том числе и зарубежные фаны певицы.
Следующим синглом стала лирическая баллада Gyrna me sto xtes («Верни меня в прошлое»). 7 октября был презентован зажигательный ремикс на песню. Съёмки клипа прошли в отеле Omonoia.
С 29 октября по Пасху Елена выступает в клубе Diogenis studio вместе с Антонисом Ремосом по пятницам и субботам. 27 октября состоялась премьера шоу.
6 ноября, в новом музыкальном магазине Metropolis в The Mall Athens альбом Giro apo t oniro получил статус платинового в Греции. На церемонии Елене и людям, помогавшим ей в создании альбома, вручили сертификаты, а Елена порадовала своих фанатов и посетителей магазина акапеллой песни Girna me sto xtes. Мероприятие транслировали по каналу MAD TV и по радиостанции MAD Radio.

### 2011

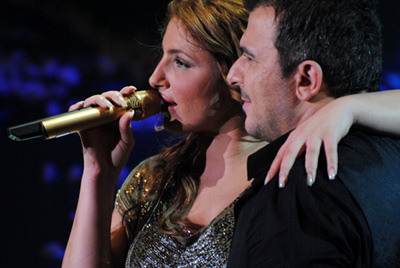
Совместное выступление с Антонисом Ремосом у Diogenis Studio 2 января 2011 года

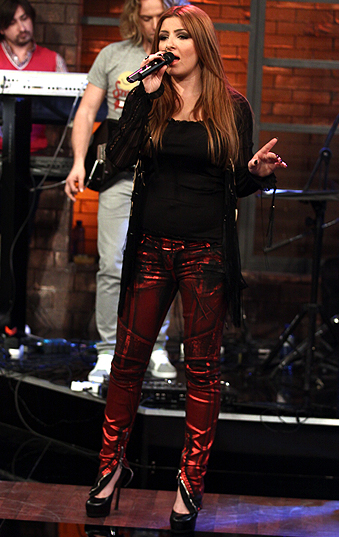
Елена Папаризу исполняет
песню «Baby It's Over» в программе
«Вечер с Петросом Костопулосом», 7 апреля 2011 года

2 февраля 2011 года Елена Папаризу в числе других восьми греческих звезд приняла участие в благотворительном музыкальном шоу MADWalk, аналоге международного Fashion Rocks, где представила модельера Апостолоса Митропулоса и впервые исполнила новый англоязычный сингл Baby It’s Over, который вошёл в её тройной альбом лучших хитов Greatest Hits & More.
В сентябре 2011 года был записан дуэт «Dari Dari» с Наной Мускури (песня вошла в новый альбом Мускури «Tragoudia Apo Ta Ellinika Nisia»). Предложение на серию зимних выступлений певица отклонила, зато в зимнем сезоне 2011-12 она выступала совместно с Яннисом Париосом в клубе «Pili Axiou» (Салоники) с 18 ноября. Тем не менее, сотрудничество с двумя уважаемыми звездами вызвало неоднозначные отзывы среди критиков.
6 ноября 2011 года дебютировала в роли жюри шоу Танцы на льду на телеканале ANT1. Признавшись, что её знания в сфере спорта очень скромные, певица пообещала не комментировать техническое исполнение, а давать оценку только по впечатлениям от выступления.
В декабре 2011 года состоялся релиз сингла «Mr. Perfect».

### 2012
В январе 2012 года вышел синг «I Hate Myself for Loving You». Эту новую песню с «Mr. Perfect» Папаризу исполнила 2 февраля 2012 года на показе MADWalk, представив модели Deux Hommes. В финале Melodifestivalen 2012 она исполнила кавер-версию песни «Popular» Эрика Сааде — первый сингл, выпущенный ею в Швеции за последние пять лет.
После дебюта на телевидении получила предложение принять участие в греческой версии телешоу Танцы со звездами, в том числе в качестве конкурсанта. Певица отказалась, однако согласилась на предложение соревноваться в шведской версии Давайте потанцуем в паре с Дэвидом Уотсоном. Сначала пара считалась основным претендентом на победу, однако вылетела из шоу в третьем эпизоде, заняв 9 место среди десяти конкурсантов.
В 2012 году записан дуэт с Наташей Феодориду «Λάθος Αγάπες». Кроме того, зимой 2012—2013 Папаризу, Феодориду и Лефтерис Пантазис выступают с совместной программой в афинском клубе «Вотаникос».

### 2014
В 2014 году Папаризу появляется на шведском конкурсе Мелодифестивален в качестве участника с песней «Survivor». Она выступала в первом полуфинале под номером 8, где не смогла стать финалисткой, но попала в особый этап «Второй шанс». Там певица смогла набрать достаточное количество голосов для выхода в финал, который состоялся 8 марта на стадионе Friends Arena. Выступив в финале шестой, она вошла в первую пятёрку и заняла почётное четвёртое место. 26 марта вышел её третий англоязычный альбом «One Life».

### 2015
В 2015 году Елена выпустила несколько успешных синглов, таких как "Όταν άγγελοι κλαίνε" (рус. "Когда ангелы плачут") и "Love Till It’s Over" (рус. "Любовь до конца") совместно с группой HouseTwins. На обе песни были сняты клипы.
В этом же году Елена была выбрана глашатаем от Греции на Евровидении 2015. (Предположительно, это было сделано, чтобы напомнить о десятилетии победы Греции на конкурсе).
Летом 2015 года Елена совместно со своими шведскими коллегами приняла участие в летнем туре по Швеции под названием "Diggiloo".
В 2015 году так же состоялся дебют Елены в театре - она сыграла роль в мюзикле "Nine", написанном Артуром Копитом. Премьера состоялась 6 ноября.

### 2016
В 2016 году Елена выпустила сингл "Μιση Καρδιά" (рус. "Половина сердца"), релиз которого состоялся 8 февраля. Через неделю на него был снят клип.
В апреле 2016 года стало известно,что трек из второго грекоязычного альбома Елены "Υπάρχει λογος" (рус. "Есть причина") под названием "Που Πήγε Τόση Αγάπη" (рус. "Где вся эта любовь") станет одним из саундтреков к греческой версии фильма " Моя большая греческая свадьба 2".
В июне Елена выпустила зажигательную летнюю песню "Fiesta" (рус. фиеста, праздник), которая была выпущена на двух языках: английском и греческом.
В том же месяце на премии "Mad Video Music Awards" (Проходит в Афинах) Елена спела дуэтом с российским певцом Сергеем Лазаревым, который представлял Россию на конкурсе Евровидение-2016. На афинской сцене ими была спета песня "You Are the Only One" ( рус. "Ты единственная").
В сентябре Еленой был записан грекоязычный трек "Ζωή μου" (рус. "Моя жизнь"), автором которого стал известный греко-киприотский певец Константинос Христофору.
В начале декабря был выпущен новый сингл Елены под названием "Αγκάλιασέ με" (рус. "Обними меня"), к которому был снят романтичный клип.

### 2017:"Ουράνιο Τόξο"
В мае 2017 года Елена выпустила новый сингл "Haide" (рус. "Давай!"). На него тоже был снят клип.
Также Елена записала основную песню для фестиваля красок в Афинах "Color Day Festival 2017", которая называется "Colour your dream" (рус. "Цвет твоей мечты").
В июне Елена выпускает летний сборник треков "Summer Extended", в который вошли следующие песни:
"Τώρα ή Ποτέ" (рус. "Сейчас или никогда") совместно с Tamta;  "Αν Με Δεις Να Κλαίω" ( рус. Если ты увидишь,что я плачу") совместно с Анастасиосом Раммосом; "Haide" (рус. "Давай!") (Phoebus Remix) совместно с Kemist;  "Το Κορίτσι Του Μαι" (Venus) (рус. "Девочка Мая") совместно с 8tetto; "Παλιά Μου Αγάπη" ( рус. "Моя старая любовь").
Песня "Αν Με Δεις Να Κλαίω" ( рус. Если ты увидишь,что я плачу") была выпущена в качестве сингла и была представлена на премии "Mad Video Music Awards", получив после этого оглушительный успех.
На сингл был снят клип, вышедший немного позднее и уже насчитывает более 26 000 000 просмотров.
15 декабря 2017 года был выпущен её 9-й персональный альбом "Ουράνιο Τόξο" (рус. "Радуга"), который в настоящее время входит в 20 альбомов Греции с самыми высокими продажами..

### "The Voice of Greece"
В 2016 году Елена Папаризу была приглашена в качестве наставника на 3 сезон греческой версии шоу "Голос".

### 2018
В феврале был выпущен клип на сингл "Έτσι Κι Έτσι" (рус. "Так и так"),
9 октября 2018 года она выпустила свою новую песню под названием "Κάτι Σκοτεινό" (рус. "Что-то темное"), написанную авторами сингла "Αν Με Δεις Να Κλαίω" (рус. "Если ты увидишь,что я плачу"), а именно: Анастасиос Раммос, Дивено, Паннос Манолис, Габриэль Рассел (также известный как Аркада), на песню был снят клип.

## Личная жизнь
Папаризу состояла в длительных отношениях с греком шведского происхождения Тони Мавридисом, с которым ее познакомила подруга ее сестры в ресторане, когда ей было 17 лет, Мавридис старше ее на 11 лет. Он стал импресарио Antique и написал песни для всех сольных альбомов Папаризу. Он также был ее менеджером. Мавридис был знаком с Папаризу за месяц до начала их отношений, она покинула родительский дом, чтобы жить с ним в Стокгольме. 24 декабря 2000 года они отпраздновали традиционную греческую помолвку со своими родственниками и с тех пор были помолвлены. Папаризу сказала, что Мавридис никогда официально не делал ей предложения и что она предпочла бы, чтобы он сделал это в западной традиции — встал на одно колено. Мавридис предложил пожениться в Лас-Вегасе.
В 2011 году Папаризу сделала перерыв в карьере и вернулась в Швецию одна. Сообщалось, что она и Тони Мавридис жили отдельно почти три месяца и находились в процессе раздела общего имущества и продажи своего дома. 29 июня 2011 года Мавридис подтвердил, что они с Папаризу прекратили свои двенадцатилетние отношения. Папаризу съехала из их дома, а Мавридис остался. Как сообщается, он запросил половину их общего состояния и активов, которые, помимо их дома в Глифаде, включали второй дом на Халкидиках, недвижимость в Швеции, автомобиль Ferrari и совместные банковские счета, их имущество оценивалось от 6 до 7 миллионов евро. Аргумент Мавридиса состоял в том, что как ее менеджер он приложил столько же усилий к накоплению активов, сколько и к организации, и присутствовал при всех ее делах. Пара не смогла прийти к согласию по финансовым вопросам и привлекла своих адвокатов, чтобы предоставить решение суду. Папаризу и Мавридис урегулировали свои разногласия во внесудебном порядке, и их дом в Глифаде был выставлен на продажу за 650 000 евро — (на 350 000 евро меньше его покупной цены). Часть денег должна была пойти на погашение их существующих долгов, в то время как остальная часть должна была быть разделена поровну между ними.
В октябре 2012 года Папаризу начала встречаться с инженером-строителем Андреасом Капсалисом. Они тайно поженились в Афинах в середине 2015 года.

## Дискография

### Грекоязычные альбомы
- 2004 — Protereotita / Приоритет
- 2006 — Iparhi Logos / Есть причина
- 2008 — Vrisko To Logo Na Zo / Я нахожу причину жить
- 2010 — Giro apo t'oniro / Вокруг мечты
- 2013 — Ti ora tha vgoume? / Во сколько мы выходим?
- 2017 — Ouranio Toxo / Радуга
- 2021 — Apohrosis (греч. Αποχρώσεις) / Оттенки

### Англоязычные альбомы
- 2004 — My Number One / Мой номер один
- 2006 — The Game of Love / Игра любви
- 2014 — One Life / Одна жизнь